# World Series of Poker 1982
Die World Series of Poker 1982 war die 13. Austragung der Poker-Weltmeisterschaft und fand vom 9. bis 27. Mai 1982 im Binion’s Horseshoe in Las Vegas statt.

## Turniere

### Turnierplan

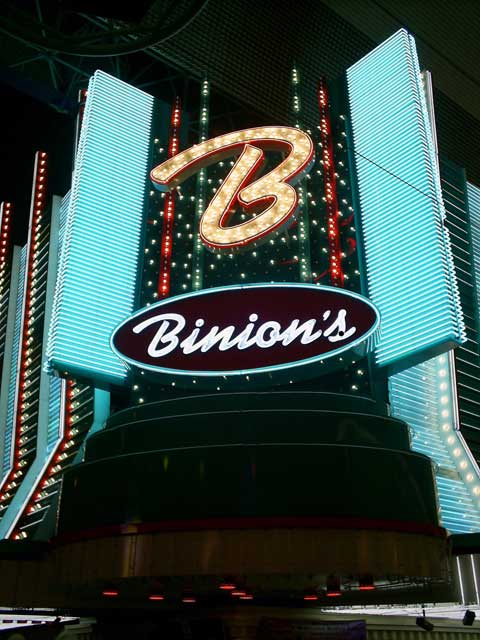
Das Binion’s Horseshoe in Las Vegas

Im Falle eines mehrfachen Braceletgewinners gibt die Zahl hinter dem Spielernamen an, das wievielte Bracelet in diesem Turnier gewonnen wurde.
| #  | Buy-in (in $) | Turnier                                          | Turnierbeginn | Teilnehmer | Sieger             | Sieger             | Herkunft           | Herkunft           | Preisgeld (in $) |
| -- | ------------- | ------------------------------------------------ | ------------- | ---------- | ------------------ | ------------------ | ------------------ | ------------------ | ---------------- |
| 1  | 02.500        | No-Limit A-5 Draw Lowball                        | 9. Mai 1982   | 039        | Billy Baxter (3)   | Billy Baxter (3)   | Vereinigte Staaten | Vereinigte Staaten | 048.750          |
| 2  | 10.000        | No-Limit 2-7 Draw Lowball                        | 10. Mai 1982  | 019        | Billy Baxter (4)   | Billy Baxter (4)   | Vereinigte Staaten | Vereinigte Staaten | 095.000          |
| 3  | 01.000        | Limit Seven Card Stud Hi-Lo                      | 11. Mai 1982  | 044        | Tom Cress          | Tom Cress          | Vereinigte Staaten | Vereinigte Staaten | 088.000          |
| 4  | 01.000        | No-Limit Hold’em                                 | 12. Mai 1982  | 192        | Jim Doman          | Jim Doman          | Vereinigte Staaten | Vereinigte Staaten | 096.000          |
| 5  | 00.500        | Ladies Limit Seven Card Stud                     | 13. Mai 1982  | 064        | June Field         | June Field         | Vereinigte Staaten | Vereinigte Staaten | 016.000          |
| 6  | 01.000        | Limit Razz                                       | 14. Mai 1982  | 080        | Nick Helm          | Nick Helm          | Vereinigte Staaten | Vereinigte Staaten | 040.000          |
| 7  | 00.800        | Mixed Doubles Limit Seven Card Stud              | 15. Mai 1982  | 044        | Dani Kelly         | David Sklansky     | Vereinigte Staaten | Vereinigte Staaten | 017.600          |
| 8  | 01.500        | No-Limit Hold’em Non-Pro                         | 16. Mai 1982  | 164        | Ralph Morton       | Ralph Morton       | Vereinigte Staaten | Vereinigte Staaten | 123.000          |
| 9  | 01.000        | Limit Hold’em                                    | 17. Mai 1982  | 202        | John Paquette      | John Paquette      | Vereinigte Staaten | Vereinigte Staaten | 101.000          |
| 10 | 05.000        | Limit Seven Card Stud                            | 18. Mai 1982  | 037        | David Reese (2)    | David Reese (2)    | Vereinigte Staaten | Vereinigte Staaten | 092.500          |
| 11 | 01.000        | Limit A-5 Draw Lowball                           | 19. Mai 1982  | 077        | Vera Richmond      | Vera Richmond      | Vereinigte Staaten | Vereinigte Staaten | 038.500          |
| 12 | 01.000        | Limit Draw High                                  | 20. Mai 1982  | 031        | David Sklansky (2) | David Sklansky (2) | Vereinigte Staaten | Vereinigte Staaten | 015.500          |
| 13 | 01.000        | Limit Seven Card Stud                            | 21. Mai 1982  | 112        | Don Williams       | Don Williams       | Vereinigte Staaten | Vereinigte Staaten | 056.000          |
| 14 | 10.000        | No Limit Hold’em Main Event – World Championship | 22. Mai 1982  | 104        | Jack Straus (2)    | Jack Straus (2)    | Vereinigte Staaten | Vereinigte Staaten | 520.000          |

### Main Event

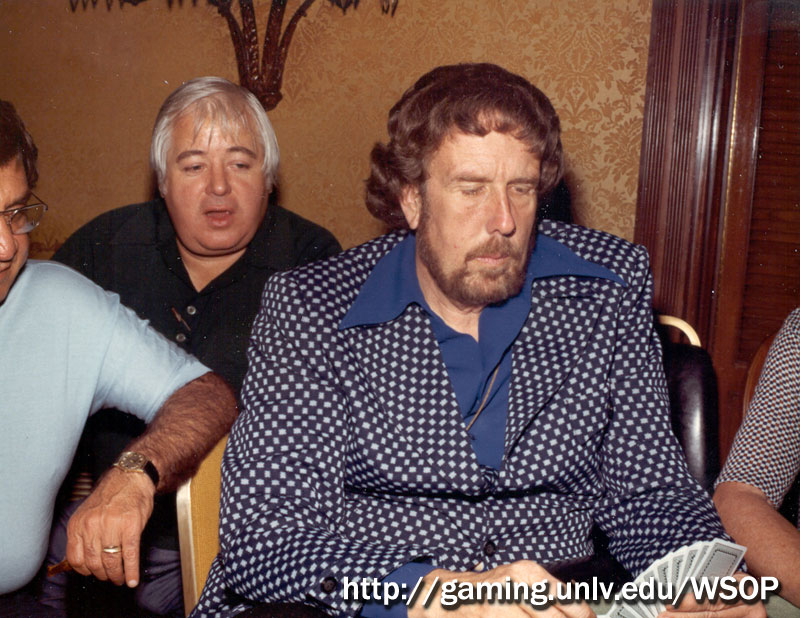
Jack Straus (1974)

Der Finaltisch wurde am 27. Mai 1982 ausgespielt. In der finalen Hand gewann Straus mit A♥ 10♠ gegen Tomko mit A♦ 4♦.
| Platz | Herkunft           | Spieler        | Preisgeld (in $) |
| ----- | ------------------ | -------------- | ---------------- |
| 1     | Vereinigte Staaten | Jack Straus    | 520.000          |
| 2     | Vereinigte Staaten | Dewey Tomko    | 208.000          |
| 3     | Vereinigte Staaten | Berry Johnston | 104.000          |
| 4     | Vereinigte Staaten | Doyle Brunson  | 052.000          |
| 5     | Vereinigte Staaten | A. J. Myers    | 052.000          |
| 6     | Vereinigte Staaten | Dody Roach     | 041.060          |